# Lédas-et-Penthiès
Lédas-et-Penthiès é uma comuna francesa na região administrativa de Occitânia, no departamento de Tarn. Estende-se por uma área de 12,53 km². Em 2010 a comuna tinha 149 habitantes (densidade: 11,9 hab./km²).